# ジャカール・サンプソン
ジャカール・ジョーダン・サンプソン(JaKarr Jordan Sampson 1993年3月20日 - )は、アメリカ合衆国・ オハイオ州クリーブランド出身のプロバスケットボール選手。ポジションはスモールフォワード。

## 来歴
レブロン・ジェームズの母校のセント・ビンセント＝セント・メアリー高校に通っていたサンプソンは、2010年8月にニューハンプシャー州のブリュースター・アカデミー高校に転校。2012年に全米フレップ高校選手権で同校を全米制覇に導いた。同年にセント・ジョンズ大学に進学。2012-13シーズンのビッグイースト・カンファレンスの新人王に選出されるなど、有望株として活用されたサンプソンは、翌2013-14シーズン終了後に2014年のNBAドラフトにアーリーエントリーを表明。しかし、ドラフトではどのチームからも指名を受けることが出来ず、NBAサマーリーグでフィラデルフィア・76ersの一員として参加。シーズンキャンプにも招集されたサンプソンは、選手契約を勝ち取り、ルーキーシーズンの2014-15シーズンは、チームが低迷に苦しむ中74試合に出場、32試合に先発出場するなど健闘。翌シーズンもローテーション選手として奮闘していたが、2016年2月18日に解雇された。
2016年2月22日、デンバー・ナゲッツと契約したものの、10月15日に解雇された。同月21日にメンフィス・グリズリーズと契約するも即解雇され、傘下のアイオワ・エナジーに送られた。